# INS Chakra
INS Chakra – indyjski okręt podwodny z napędem jądrowym projektu 971I / 09719 bazującego na konstrukcji 971, na 10 lat wydzierżawiony marynarce wojennej Indii przez Federację Rosyjską, w której flocie służył uprzednio jako K-152 Nierpa. Rozpoczęcie budowy jednostki miało miejsce w 1989 roku w stoczni Amurskij Sudostroitielnyj Zawod w Komsomolsku nad Amurem, w 2009 roku okręt został przyjęty do służby w marynarce wojennej Rosji, wydzierżawiony następnie Indiom, 4 kwietnia 2012 roku wszedł do służby w Indian Navy.
8 listopada 2008 doszło do pożaru na pokładzie jednostki podczas prób morskich, w którym zginęło 20 osób, w tym 14 pracowników stoczni. 